# Georg Wilhelm von Siemens
Georg Wilhelm von Siemens (30 de julio de 1855-14 de octubre de 1919) fue un magnate alemán de la industria electromecánica. Su padre, Werner, lo introdujo en la gestión del grupo de empresas de la familia Siemens, desde donde actuó como promotor del Ferrocarril Berlín-Bagdag y fundó el barrio berlinés de Siemensstadt, donde se construyeron viviendas e instalaciones destinadas a los trabajadores de su compañía. 

## Semblanza
Nacido en Berlín en 1855, Wilhelm von Siemens fue el segundo hijo de Werner von Siemens con su primera esposa, Mathilde Drumann. Integrado en la empresa familiar, tras el fallecimiento de su padre en 1892, la compañía se transformó en 1897 en una sociedad anónima bajo el nombre de "Siemens & Halske" AG, con su tío Carl Heinrich von Siemens como primer presidente del consejo de administración. El hermano mayor de Wilhelm, Arnold von Siemens, sucedió a su tío como presidente de la junta desde 1904 hasta su muerte en 1918, mientras que Wilhelm ocupó el cargo de presidente de la junta de la compañía hermana, Siemens-Schuckertwerke AG, desde 1903 hasta 1918. Después de la muerte de su hermano Arnold en 1918, Wilhelm lo sucedió como presidente de Siemens & Halske AG hasta su propia muerte al año siguiente. Su sucesor en ambas presidencias se convirtió en su (medio) hermano menor, Carl Friedrich von Siemens.
Casado en 1882 con Eleonore Siemens (2 de marzo de 1860 - 26 de julio de 1919), prima hermana, fueron padres de:
- Wilhelm Ferdinand von Siemens (1885–1937), quien después de la Primera Guerra Mundial ejerció durante un corto período como director ejecutivo de Siemens & Halske AG
- Mathilde Eleonore Eveline von Siemens (1888–1945)

Se le atribuye haber defendido el sistema ferroviario de Berlín a Irak, el conocido como Ferrocarril de Bagdad, que se completaría alrededor de 1915. La competencia directa que esta infraestructura ferroviaria representaba para la dominación imperial británica podría haber sido una de las causas de la Primera Guerra Mundial.
A partir de 1899, fundó Siemensstadt, una localidad adyacente a Berlín, con el fin de ampliar la producción mediante la construcción de nuevas fábricas y viviendas para los trabajadores.
Fue patrocinador del Instituto Kaiser Wilhelm en su sección de física.
Falleció en Arosa, Suiza, en 1919, a los 64 años de edad.